# Domen Novak (Handballspieler)
Domen Novak (* 26. April 1998 in Ljubljana, Slowenien) ist ein slowenischer Handballspieler, der beim Bundesligisten SG Flensburg-Handewitt unter Vertrag steht und dort zumeist auf der Spielposition Rechtsaußen eingesetzt wird.

## Karriere

### Im Verein
Novak startete seine Karriere 2015 in Slowenien beim Zweitligisten ŠD RK Krim. 2017 wechselte er in die 1. slowenische Liga zu RD Slovan Ljubljana, ein Jahr darauf zum Ligakonkurrenten MRD Dobova. Ab 2019 lief er für den slowenischen Rekordmeister RK Celje auf, mit dem er 2020 die slowenische Meisterschaft gewann. Zur Bundesliga-Saison 2021/22 nahm die HSG Wetzlar Novak unter Vertrag. In der Saison 2021/22 warf Domen 65 Tore in 34 Ligaspielen. Zur Saison 2025/26 wird er zur SG Flensburg-Handewitt wechseln.

### Mit Auswahlmannschaften
Mit der slowenischen Juniorennationalmannschaft gewann Novak die U-20-Europameisterschaft 2018 und wurde zudem in das All-Star Team des Turniers gewählt.
Mit der A-Nationalmannschaft nahm er an der Weltmeisterschaft 2023 teil und belegte den 10. Platz. Bei der Weltmeisterschaft 2025 warf er 16 Tore in sechs Spielen und belegte mit dem Team den 13. Platz. Insgesamt bestritt Novak 57 Länderspiele, in denen er 107 Tore erzielte.